# Edward Gintowt-Dziewiałtowski
Edward Józef Feliks Kazimierz Alfred Gintowt-Dziewałtowski-Ubysz-Doorsprung (Edward Gintowt) (ur. 13 marca 1899 we Lwowie, zm. 18 września 1965 w Warszawie) – polski prawnik, profesor nauk prawnych, specjalista prawa rzymskiego, profesor zwyczajny Uniwersytetu Warszawskiego.

## Życiorys
Uczył się w gimnazjum Theresianum w Wiedniu, a następnie studiował prawo na Uniwersytecie Jana Kazimierza we Lwowie. Studia musiał przerwać wskutek śmierci ojca i konieczności podjęcia pracy zawodowej. Ukończył je w 1928. Następnie prowadził studia prawa rzymskiego w Wiedniu, Innsbrucku, Rzymie i Palermo.
Pracował na Uniwersytecie Jana Kazimierza od 1934, początkowo jako pracownik biblioteki, następnie jako asystent-wolontariusz w Katedrze Prawa Rzymskiego. Od 1945 pracował na Wydziale Prawa Uniwersytetu Warszawskiego jako profesor kontraktowy, od 1948 profesor nadzwyczajny, a od 1962 profesor zwyczajny. Habilitację uzyskał w 1948 w Poznaniu.
Najbardziej znanym jego uczniem jest prof. Witold Wołodkiewicz.
Materiały archiwalne Edwarda Gintowta znajdują się w PAN Archiwum w Warszawie pod sygnaturą III-153.

## Wybrane publikacje
- Handlungen met agnoias in Aristotels Nicomachea (1939)
- Les successeurs des rois à Rome (1948)
- Le changement du caractère de la tribus romaine, attribué à Appius Claudius Caecus (1949)
- Dictator romanus (1949)
- Rzymskie prawo prywatne w epoce postępowania legisakcyjnego (od decemwiratu do lex Aebutia) (1960, wznowione w 2005)